# Félix Urbain
Félix Urbain ist ein ehemaliger französischer Radrennfahrer.
Urbain wurde 1984 Gesamtachter der Tour de Bretagne. Er gewann 1985 mit einer Etappe der Tour du Loir-et-Cher einen ersten internationalen Wettbewerb. 1982, 1984 und 1985 nahm er als Mitglied der französischen Mannschaft an der Internationalen Friedensfahrt teil. 1985 wurde er beim Sieg von Daniel Amardeilh Dritter der nationalen Meisterschaft im Straßenrennen.

## Erfolge
1985
- eine Etappe Tour du Loir-et-Cher